# Camí del Molí del Mig del Bosc
El Camí del Molí del Mig del Bosc és un camí rural que uneix el petit nucli a l'entorn de Sant Andreu de Castellcir amb l'antic Molí del Mig del Bosc, dins del terme municipal de Castellcir, a la comarca del Moianès.

El Camí del Molí del Mig del Bosc, respecte del terme de Castellcir

Arrenca del nucli format per l'església parroquial, la Rectoria Vella i Cal Tomàs cap al nord, seguint la riba esquerra de la Riera de Castellcir fins al lloc on troba el pas a gual, el Passant de Sant Andreu, que travessa la riera. Un cop a la riba dreta, gira cap al sud per seguir el curs d'aigua cap al sud, paral·lel a la riera. Passa per davant de Cal Jaumet i continua cap a migdia, fins a un trencall on el Camí del Molí del Mig del Bosc emprèn pel trencall de més a llevant i proper a la riera. Per ell s'arriba a la Vileta, des d'on cap seguir el camí cap al sud i arribar, a poca distància de la masia, a un altre trencall. També cal seguir pel que va cap a la riera, deixant a migdia la Casa Nova de la Vileta i a l'esquerra la Bassa del Molí i el Molí del Bosc, ja ran de riera. El camí torna a passar a gual la riera, i s'adreça cap a migdia altre cop per la riba esquerra del corrent d'aigua. Així, en uns 700 metres més hom arriba al Molí del Mig del Bosc.

## Etimologia
Com la major part dels camins, el seu nom és de caràcter descriptiu: és el camí que mena al Molí del Mig del Bosc.